# William Peter Mahrt
William Peter Mahrt ist ein US-amerikanischer Musikhistoriker.

## Leben
Er studierte an Gonzaga University (1957–1960), University of Washington (1960–1963) BA 1961, MA 1963 mit der Masterarbeit The keyboard fugues of Robert Schumann. A study in romantic influences und Stanford University (1963–1969) PhD 1969. An der Case Western Reserve University lehrte als Visiting Assistant Professor von 1969 bis 1971, an der Eastman School of Music der University of Rochester als Assistant Professor (1971–1972) und an der Stanford University, Acting Assistant Professor (1972–1974), Assistant Professor (1974–1980) und seit 1980 Associate Professor.

## Schriften (Auswahl)
- The missae ad organum of Heinrich Isaac. University Microfilms, Ann Arbor 1969, OCLC 58754753, (zugleich Dissertation, Stanford 1969).
- als Herausgeber mit Wye Jamison Allanbrook und Janet M. Levy: Convention in eighteenth- and nineteenth-century music. Essays in honor of Leonard G. Ratner (= Festschrift series. Band 10). Pendragon Press, Stuyvesant 1992, ISBN 0-945193-28-9.